# Philippe J. Dubois
Pour les articles homonymes, voir Philippe Dubois et Dubois.
Philippe Jacques Dubois est un ornithologue, écologue, et écrivain naturaliste français né le 11 novembre 1955 à Versailles dans les Yvelines.

## Études
Fils de Jacques Dubois (peintre et photographe) et d’Yvonne Cuvillier, Philippe J. Dubois fait ses études secondaires au Lycée Hoche de Versailles, en France.
Docteur en chirurgie-dentaire en 1981 (Université Paris-Descartes), titulaire d’un DEA au laboratoire d’écologie de l’École normale supérieure de Paris, il entame une thèse d’écologie dans ce même laboratoire. Il est également titulaire d’un diplôme d’études supérieures en anthropologie biologique (Université Pierre-et-Marie-Curie).

## Ornithologie, biodiversité domestique
Il entre à la Ligue pour la protection des oiseaux (LPO), dont il est administrateur et vice-président entre 1996 et 1998, puis attaché de presse et porte-parole de l’association (1998-2003) et responsable de la problématique « biodiversité et changement climatique » jusqu’en 2020.
Avec Pierre Yésou, il crée en 1983 le Comité d’homologation national (CHN), chargé de valider les données d’espèces occasionnelles en France.
De 1996 à 2024, il est directeur de la rédaction de la revue Ornithos, consacrée à l’ornithologie de terrain. Il contribue à partir de la fin des années 1980 à moderniser l’ornithologie de terrain (birdwatching) et à démocratiser cette science, pour l’ouvrir au plus grand nombre, à travers des livres, des articles ou des tribunes (comme dans la revue L’Oiseau Magazine par exemple).
Par ailleurs membre de la Société d’ethnozootechnie, il milite pour la sauvegarde des races domestiques menacées. En 2011, il publie À nos vaches… (Delachaux & Niestlé) premier inventaire des races bovines menacées et disparues de France, puis en 2017, chez le même éditeur, Toutes les vaches de France. Il est cofondateur du prix de l’Agrobiodiversité animale au sein de la Fondation du Patrimoine, prix qui récompense des actions en faveur de la conservation des races domestiques menacées. De même, au sein de cette fondation, il est membre du comité en faveur du patrimoine naturel.
Il a également fondé l’Association de sauvegarde du chien berger d’Auvergne qui a pour but la préservation d’une population de chien de travail du Massif central très menacée.

## Écologie
À travers ses ouvrages, il s’intéresse à l’amnésie écologique et à la perte de la mémoire environnementale, à la remise à jour permanente de celle-ci qui conduit par exemple les humains à ne plus prendre en compte l’état de la biodiversité historique dans la mise en œuvre de la politique environnementale présente (la Grande Amnésie écologique, 2012,,). De même il s’intéresse à la solastalgie qui est pour lui, l’antichambre de l’éco-anxiété. Il développe la notion d’écologie du vide, c'est-à-dire le fait de considérer le « théâtre de la nature » comme un assemblage de paysages flatteurs pour l’œil, mais dont les acteurs (les espèces) ont désormais disparu (Le chagrin écologique. Petit traité de solastalgie, 2021).

## Édition
Dès le début des années 1990, il poursuit une carrière d’écrivain scientifique et naturaliste et devient conseiller scientifique des éditions Nathan (1989-1993), puis des éditions Gallimard (1993-1998). En 2003, il prend la direction de la maison d’édition Delachaux & Niestlé (Media Participations) jusqu’en 2020. Il est depuis lors conseiller scientifique de cette maison.
Il a écrit en 2018 avec Élise Rousseau la Petite philosophie des oiseaux, traduite depuis en 21 langues,,.

## Œuvres
Il a écrit les ouvrages suivants,,, :
- avec Pierre Yésou, les Oiseaux rares en France, Chabaud, 1992.
- avec Georges Olioso, Pierre Le Maréchal et Pierre Yésou l’Inventaire des oiseaux de France, Nathan, 2000[15] ; Nouvel inventaire des oiseaux de France, Delachaux & Niestlé, 2008  (ISBN 978-2603015674)[12].
- Avec Marc Duquet, Guide de l’ornithologue et du birdwatcheur, Sang de la Terre, 1992[16] ; La Passion des oiseaux, Delachaux & Niestlé, 2009[17].
- 365 jours avec les oiseaux, La Martinière, 2010 (traduit aux États-Unis)[18].
- Un nouveau climat, La Martinière, 2003  (ISBN 9782732428871)[4].
- Vers l’ultime extinction ? La biodiversité en danger, La Martinière, 2004  (ISBN 978-2732430904)[4].
- À nos vaches..., Delachaux & Niestlé, 2011  (ISBN 978-2-603-01707-4).
- le Syndrome de la grenouille, Delachaux & Niestlé, 2008  (ISBN 978-2603015629)[4].
- la Grande Amnésie écologique, Delachaux & Niestlé, 2012[4],[5],[6].
- avec Serge Chevallier, les Derniers Paysans, Delachaux & Niestlé, 2012.
- avec Jean-Claude Périquet et Élise Rousseau, Nos animaux domestiques : le tour de France d'un patrimoine menacé, Delachaux & Niestlé, 2013  (ISBN 978-2-603-01623-7)[12].
- les Tribulations d’un chercheur d’oiseaux, La Martinière Textes, 2014[4],[19].
- Pour ceux qui ne veulent pas finir grillés comme des sardines. Petit manuel climatique, Points (Seuil), 2015[12].
- Toutes les vaches de France. D’hier, d’aujourd'hui et de demain, Delachaux & Niestlé, 2017  (ISBN 978-2-603-02456-0)[20],[21],[22].
- avec Élise Rousseau, Petite philosophie des oiseaux, La Martinière, 2018, traduit en 21 langues  (ISBN 978-2-732-48279-8)[8],[9],[10].
- Mais ornithologue, c’est pas un métier !, Delachaux & Niestlé, 2017  (ISBN 978-2-603-02636-6)[23].
- avec Elise Rousseau, Comment faire l'amour dans la nature, Danger public, 2008 [24],[25],[26].
- David Toutain, La Martinière, 2019, Prix Littéraire de la Gastronomie Antonin Carême  (ISBN 9782732490304)[27].
- Le Chagrin écologique. Petit traité de solastalgie, Seuil, 2021  (ISBN 2021457192)[7].
- Denise ou la fin d’un monde, Delachaux et Niestlé, 2024.